# 金士頓大學
金斯顿大学的前身是金斯顿技术学院，金斯顿技术学院成立于1899年。学校坐落在泰晤士河畔金斯頓，位于伦敦西南部的河畔，离伦敦市中心仅需25分钟车程，距离盖特威克机场和希思罗国际机场约一个小时车程。金斯顿大学附近有许多古老建筑，例如亨利八世华丽的宅邸汉普顿皇宫。

## 学系

### 艺术，设计与建筑学院
位于骑士公园校区的艺术，设计与建筑学院，其历史可以追溯到19世纪80年代时的金斯顿艺术学校。
教学
学院开设以下学系的本科以及硕士课程：建筑与景观空間設計, 艺术与设计史，美术與攝影，產品與傢俱設計, 時尚, 電視電影製作，3D设计及插畫设计。
研究
学校的科研主要集中在藝術與设计以及建筑與空間的相關领域，科研中心和小组包括有
- 色彩设计学研究中心
- 屏幕展示设计学研究中心
- 现代室内设计学研究
- 可持续发展设计研究中心
- 当代视觉与物质文化学中心
- 当代藝術研究中心
- 时装业研究中心
- 房地產研究中心

美术馆
Stanley Picker艺术画廊目前用于展示各种科研项目和举办展览。

### 文学与社会科学学院
学院现位于Penrhyn路校区，作为2005年重建项目的一部分，其合并了之前位于金斯顿大学山校区的音乐学院和教育学院。该学院提供由灵活的课程模块系统组成的本科课程以及一系列的研究生教学和科研的项目。学校还可授予哲学博士以及以下学科的研究硕士学位：戏剧，舞蹈，创意写作，犯罪学，经济学，教育，英语文学，欧洲研究，电影研究，历史，人权，新闻学，语言学和语言，媒体，音乐，政治，心理学，社会学。

### 商业及法律学院
位于金斯顿山校区，由金斯顿商学院和金斯顿法学院合并而来。学院现有约5000名学生。
教学
学院在以下5个领域的本科，硕士以及执行高层管理培训项目有着良好的声誉：
- 法学
- 会计及财务
- 信息和运营管理/商务信息技术
- 领导才能，人力资源及组织
- 战略，营销和创业精神

学院还可授予哲学博士学位以及经营管理学博士，除此之外还有其知名的MBA学位。商学院是全球第一个率先获得MBA,DBA以及商业管理硕士的AMBA认证的大学。其它认证还包括英国法律协会，英国律师协会，CIMA, CIPD等认证.
科研
- 亚洲商业研究中心
- B2B营销研究中心
- 破产法和政策中心
- 工作生涯研究中心
- 消费者研究小组
- 新兴营销研究小组
- 小型企业研究中心
- 就业，技能与社会研究中心
- 卫生领域领导和管理研究院

### 计算机，信息系统及数学学院
之前作为技术学院的一站分，于2005年结构重整时被分离出来而成立。学院位于彭林（Penrhyn）路校区。
教学
该学院的教学分为本科和硕士两部分。本科的教学集中在计算机科学，软件工程，信息系统，网络安全和计算机取证，网络的发展，数学，精算数学，统计学。在硕士研究生的水平，教学涉及网络，安全，软件工程，可用性，网络开发和信息技术等方面。
科研
学院的研究涵盖了广泛的领域，从新兴的医疗保健无线和网络技术，计算机视觉，到以计算机为基础的学习技术，网络和数学等。
- 数字成像研究中心（DIRC）
- 移动信息网络技术（新）

移动信息工程及电子医务研究小组，移动信息网络技术中心的一部分。其从事生物信息系统以及用于医疗保健系统的新兴移动网络技术应用的研究。研究小组在英国及国际都非常活跃。它将来自不同领域的临床医生，工程师，信息通信的科学家汇聚到一起，共同研发解决医疗保健方面问题的方案和药物。

### 工程学院
工程学院前身作为技术学院的一部分被独立出来，现位于罗汉普敦谷校区，只有土木工程的教学被按排在Penrhyn路校区。
教学
学院在航空航天，土木工程和机械工程等领域提供专业的本科及硕士课程。在罗汉普敦谷校区的学生则受益于设施的扩充，包括利尔喷气式25型飞机，飞行模拟器，风洞和包含一系列车型及测试设备的汽车车间
科研
学院的科研重点集中在由大量外部机构资金资助的具有商用价值的项目，该学院有3个研究中心分别是
- 航空航天研究中心
- 应用工程技术研究中心
- 可持续技术研究中心

### 健康与社会保健科学学院
学院与伦敦大学圣侨治学院联合开办的。学院的文凭由金斯顿大学大学（护理学，社会工作，助产学）或伦敦大学（放射学和物理疗法）发放。
设置的学科包括：护理，助产，空降医护科学，物理，放射诊断学，放射治疗和社会工作等的学科的所有分支，同时学院还开设有硕士课程以及为卫生保健工作者开设的进修专业发展课程。

### 科学院
设在彭林路校区，有以下领域的本科课程：生物学，生物化学，化学，地球科学，法医科学，地理，营养学，医药学，药理学，药剂学和运动科学。
地球科学和地理学学院有超过50年高质量教育和科研的历史。其地理科学的课程是全英第一个得到英国地理学会认证且可为地球科学产业提供适当培训的课程。全英首创的地理信息系统理学士学位课程也进一步建立了金士顿大学大学在这个领域的领先地位。
由地球科学与地理学院提供的其他课程包括：环境灾害和灾害管理（荣誉）理学士;环境科学（荣誉）理学士;地理（荣誉）文学士/理学士;地质学理（荣誉）学士

## 国际学习中心（预科中心）
金斯顿大学大学设有国际学习中心，为国际学生提供本科预科和硕士预科课程。其中本科预科设有5个方向：商业，管理及经济；法律，政治及社会科学;；心理学，通信及传媒研究；生命科学及药学；工程，计算机及数学。另外本科预科还专为艺术设计的学生开设有专门的课程。硕士预科开设的方向是，商科及管理；计算机工程。每个方向均衔接不同的硕士学位。

## 排名
该大学通常在英国国内排在51-117位左右（2016）。
設計與藝術學院最為著名，
排名第6-14位左右（2018）。

## 校区

### 彭林（Penrhyn）路校区

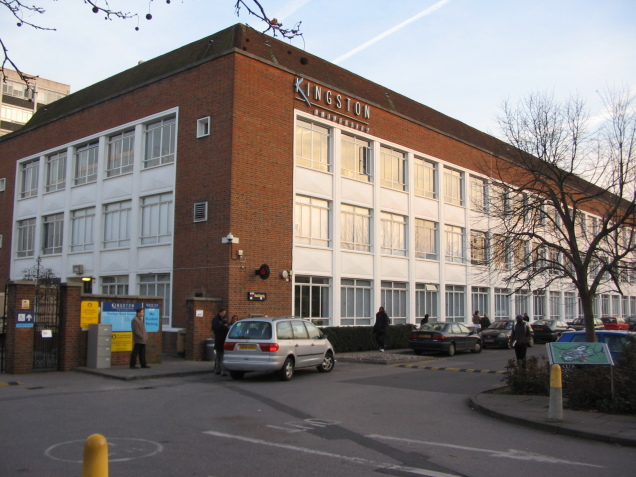
Main building, Penrhyn Road campus

彭林（Penrhyn）路校区位于金斯顿大学镇中心。除了教学设施外，校区还设有图书馆，康体中心以及餐厅。在这里的学生主要学习：艺术，社会科学，土木工程，计算机和信息系统，数学，统计，科学，放射学等学科。在彭林（Penrhyn）路的另一端是Reg Bailey戏院，其内有供戏剧和舞蹈学生使用的大舞台。校区新落成的约翰.高尔斯华绥大厦提拱了更多的教学空间，见证了校区最近的发展。

### 金斯顿大学山校区

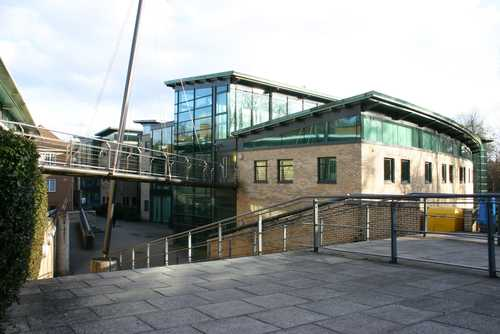
Kingston Hill campus, Kingston University

该校区在经过自1997年进行的数百万英镑的建设后，更具现代感。金斯顿大学山校区拥有自己的校舍和众多的停车场（包括主要的7个多层式停车场），其主要服务于护理学，法律，教育，商务，音乐，医疗及社会科学等学系。位于接近金斯顿大学山山顶的校区，主要通过免费的校际穿=梭巴士与其它校区联系。
校区最近的发展体现在学习资源中心的扩建。校区的大规模建设项目相继动工。最近，为纪念约翰.高尔斯华绥而建造的一座现代化建筑完工并投入使用。在1989年之前，该校区被称为“流浪之山”（Gipsy Hill）
音乐学系位于Coombehurst大楼，其曾经被佛罗伦丝·南丁格尔的叔叔和阿姨所拥有。由于佛罗伦丝·南丁格尔是大楼的常客，所以新的学习资源中心以她命名。

### 骑士公园校区

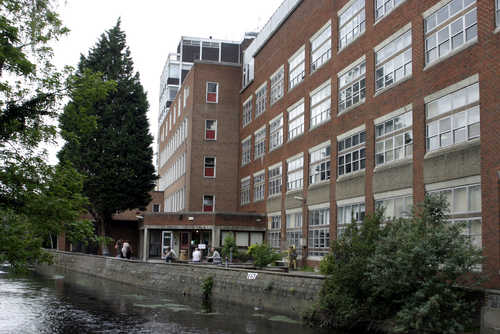
Knights Park campus

该校区位于Grange路，邻近彭林（Penrhyn）路，是艺术，设计及建筑学系的所在地，同时也提供建筑，艺术与设计史，室内设计，产品，家具，平面设计，摄影，插图和动画，美术，时装和其它的本科学位课程。

### 罗汉普敦谷校区

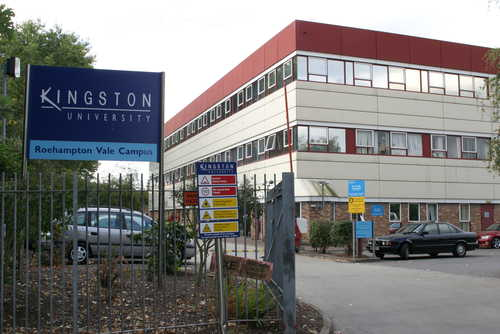
Roehampton Vale campus

校园拥有教室和一系列实验室，可供大约700名工科学生使用。该校园拥有大型风洞和其它大型设备，包括飞行仿真器等。该校园位于金士顿大学镇郊区，离金士顿大学镇中心三英里半，靠近Richmond公园。

### 住宿
大学有6个学生宿舍区。 Chancellors和Walkden宿舍区设在金斯敦山校园。 Middle Mill毗邻骑士公园校园，Clayhill和Seething Wells位于Surbiton宿舍区的对立面。最后，还有金斯顿大学桥大厦（KBH），其位于伦敦金斯顿大学桥附近

### 学生会
位于彭林（Penrhyn）路校区的金斯顿大学大学学生会旨在提高支援学生并提升他们的大学学习生活的感受。金士顿大学大学学生会提供运动俱乐部，社团，志愿者以及技功培训等。其同时也拥有3个酒吧，两间店铺，以及咨询和建议中心（ARC）-用于收集建议及各种信息。

## 著名校友
- Aphex Twin著名音乐家
- Simon Kneen 香蕉共和國（Banana Republic）執行副總裁暨設計與創意總監
- Richard Archer著名音乐家，歌手和作曲家
- Glenda Bailey著名记者，時尚芭莎主编
- Tony Ball著名企业家
- Fiona Banner著名艺术家
- Ben Barnes著名演员
- John Bratby著名艺术家
- Sam Chan（陈宇琛）著名演员
- Eason Chan（陈奕迅）著名歌手
- Eric Clapton (艾瑞克·克萊普頓) 著名吉他手
- David Chipperfield著名建築師
- Lawrence Dallaglio（英语：Lawrence Dallaglio）著名橄榄球运动员
- Trevor Eve著名演员
- Lavinia Greenlaw著名诗人，小说家
- Stewart Home著名艺术家和小说家
- Nick Hornby著名小说家
- Laura Harling著名演员
- James Irvine著名产品设计师
- Just Jack著名音乐家
- Graeme Le Saux（格雷姆·乐·索克斯（英语：Graeme Le Saux））著名足球运动员
- Jasper Morrison著名产品设计师
- Laura Noble著名作家
- John Richmond (約翰·里奇蒙德) 著名时装设计师
- Francis Yeoh（杨肃斌）著名企业家，馬來西亞楊忠禮機構集團執行主席
- Fletcher Sibthorp著名艺术家